# 1984年ロサンゼルスオリンピックのチャイニーズタイペイ選手団
1984年ロサンゼルスオリンピックのチャイニーズタイペイ選手団（1984ねんロサンゼルスオリンピックのチャイニーズタイペイせんしゅだん）は、1984年7月28日から8月12日にかけてアメリカ合衆国のロサンゼルスで開催された1984年ロサンゼルスオリンピックのチャイニーズタイペイ選手団、およびその競技結果。

## 概要
今大会は銅メダル1個、合計1個のメダルを獲得した。

## メダル
| メダル | 選手名 | 競技                 | 種目           |
| ------ | ------ | -------------------- | -------------- |
| 銅     | 蔡温義 | ウエイトリフティング | 男子フェザー級 |